# Team StarKid
Team StarKid je americký divadelní spolek, který byl založen roku 2009 bývalými studenty Michiganské univerzity. U vzniku stáli Darren Criss, Brian Holden, Matt Lang a Nick Lang.
Tato kočovná společnost má v současné době oficiální sídlo v Chicagu.

## Historie
Předtím než oficiálně v roce 2009 vznikl Team StarKid, také známý pod názvem StarKid Production, se budoucí členové objevovali v seriálu (LWL), který byl ke zhlédnutí online, tvořili si své muzikálové hry a hráli v nich na Michiganské univerzitě hudby, divadla a tance.
Název „Team StarKid“ pochází z jedné repliky, kterou pronáší Lauren Lopezová jako postava Draca Malfoye v muzikálu A Very Potter Musical.
Team StarKid vytvořili 19. června 2009 svůj kanál na servru Youtube pod názvem StarKidPotter. Od té doby mají více než 100 milionů zhlédnutí.

## Divadelní hry

### A Very Potter Musical
Team StarKid vystoupili poprvé se svou muzikálovou hrou Harry Potter, The Musical, 9. dubna roku 2009 v dramatickém centru Walgreen na univerzitě v Michiganu. Aby nedošlo k porušení autorských práv a k soudnímu sporu s Warner Bros., spolek se rozhodl změnit název své hry na A Very Potter Musical.
Team StarKid se zaregistrovali na Youtube 19. června 2009 a svou hru tam nahráli 5. července 2009.
Tento muzikál paroduje 1., 4., 6. a 7. díl knihy o Harrym Potterovi, ačkoliv veškerý děj se odehrává během Harryho druhého roku v Bradavicích. Muzikál byl vyhlášen časopisem Entertainment Weekly jako jeden z deseti nejlepších videí roku 2009.

### Me and My Dick
Druhý muzikál Me and My Dick vznikl na podzim roku 2009. Scénář napsali Matt Lang, Nick Lang, Brian Holden a Eric Kahn Gale a hudbu vytvořili A.J. Holmes, Carlos Valdes a Darren Criss. Poté vzniklo album, které bylo jako první studentský počin z muzikálové vysoké školy vyhlášeno na 11. místě v žebříčku Billboard Charts, což je ukazatel popularity písní a alb v USA.

### A Very Potter Sequel
A Very Potter Sequel navazuje na předchozí hudební představení A Very Potter Musical. Paroduje 1., 3. a 5. díl knihy od J. K. Rowlingové, ale děj je nastaven jako první rok Harryho života v Bradavicích. Muzikál byl poprvé uveden na scénu 14. května 2010 a je ke zhlédnutí na Youtube od 22. července 2010. Většina písní byla nahrána do alba A Very StarKid Album, které se umístilo na 14. místě v žebříčku iTunes Pop Charts. A Very Potter Sequel byl nominován na Mashable Award v kategorii za nejlepší online video.

### Starship
Prvního listopadu Team StarKid oznámili, že pracují na svém novém muzikálu pod názvem Starship. Děj se odehrává na planetě velkých brouků, kde jeden z nich, kterého hraje Joey Richter, najde lidskou vesmírnou loď a chce se stát vesmírným strážcem. Vyprodaná představení byla k vidění v Chicagu 11. a 12. února 2011 a měla premiéru i v New Yorku a v Los Angeles. Na Youtube byl muzikál umístěn 30. dubna 2011.

### Holy Musical B@man!
Holy Musical B@man! je parodie na DC Universe's Batman. 
Vystupuje zde v hlavní roli Batman, kterému chybí přítel. Shodou okolností zde hraje rovněž Superman, kterému také chybí přítel. Do zápletky se zapojuje i hlavní padouch SweetTooth.
Muzikál byl uveden v Chicagu 22. března 2012 a na Youtube byl nahrán 13. dubna 2012.

### A Very Potter Senior Year
Poslední muzikálová parodie Harryho Pottera od týmu Starkid. Vyšel 11. srpna 2012 a herci měli na jeho nacvičení pouze dva dny, protože Darren Criss byl zaneprázdněn svou rolí v Glee natolik, že mu to prostě na jindy nevycházelo. Tento muzikál je jediný, při kterém mají herci na jevišti v rukou scénáře a roli Lenky Láskorádové si zahrála Evanna Lynch, která ji ztvárnila ve filmech o Harrym Potterovi.

### Twisted
Parodie na pohádkový Disney příběh Aladin z roku 1992. Premiéra byla v červenci 2013 v Chicagu.

### ANI: Parody
Parodie na Star Wars.

### The Trail to Oregon
Muzikál o části americké historie, s pouze šesti herci. Joey Richter zde ztvárňuje hned několik rolí najednou, i v jednom okamžiku. Muzikál je zcela unikátní svým koncem – můžete si vybrat, kdo zemře.

### The Firebringer
Muzikál o historii lidstva. Premiéra byla v roce 2016.

### The Guy Who Didn't Like Musicals
TGWDLM je hororová komedie, která nás provází životem Paula, obyčejného chlapa, který nemá rád muzikály, zatímco v Hatchetfieldu vypukne nečekaná invaze mimozemšťanů, kteří přetváří svět na muzikál. Muzikál měl premiéru v říjnu roku 2018, 23. prosince se pak dostal na YouTube.

### Black Friday
Black Friday volně navazuje na muzikál The Guy Who Didn't Like Musicals. Znovu se setkáme s některými postavami z předchozího muzikálu. Ale hlavní děj se točí kolem panenky, která byla pojmenována *Tickle-Me Wiggly. Znovu se jedná o hororový komediální muzikál. Premiéra byla na podzim roku 2019, na YouTube byl zveřejněn 29. února 2020. *panenka se doopravdy prodávala na oficiálním e-shopu Teamu StarKid a byla prodána během několika dní (největší zájem propukl po zveřejnění muzikálu na YouTube, kde je na oficiálním kanálu společnosti jako ostatní muzikály).

### Nerdy Prudes Must Die
Nerdy Prudes Must Die je třetím muzikálem situovaným do fiktivního městečka Hatchetfield. Skupina nerdů se musí vypořádat s duchem šikanátora, který je pronásleduje. Muzikál byl premiérován v únoru roku 2023, zveřejnění na YouTube se dočkal 13. října toho roku.

### Cinderella's Castle
Parodie na příběh o Popelce. Hudba byla napsána ve stylu syntetického popu z 80. let, používány jsou propracované loutky. Živě proběhlo představení v červenci 2024, na YouTube se dostalo 4. dubna 2025.

## Online seriál
V roce 2007 Matt Lang, Nick Lang, Eric Kahn Gale, Brian Holden, Darren Criss, Lauren Lopez, Elona Finlay, Chris Allen, Meredith Stepien a Jim Povolo produkovali online seriál Little White Lie, který se v roce 2009 objevil na Youtube.

## Členové
Seznam členů Team StarKid a jejich role:
- Nico Ager: HMB (Sherlock Holmes, atd.)
- Julia Albain: AVPM, AVPS a VPSY (Vincent Crabbe, Percy Weasley, Albus Šálka Potter), Starship (Brejlounka), HMB (Vicki Vale, atd.), ANI (stormtrooper Emily)
- Rachael Albert: designer osvětlení
- Chris Allen: LWL, HMB (Alfred), ANI (Anakin "Ani" Skywalker)
- Clark Baxtresser: Firebringer (Clark)
- Jaime Lyn Beatty: AVPM, AVPSY (Ginny Weasleyová), AVPS (Rita Holoubková, Ginny Weasleyová), MAMD (Sally), Starship (Neato), Twisted (sloužící, Uršula), Trail to Oregon (dcera), HMB, Firebringer (Schwoopsie), TGWDLM (Charlotte, Nora, Deb), BF (Sherman Young)
- Jeff Blim: HMB (Sladký zoubek), Twisted (Aladdin), Trail to Oregon (otec), TGWDLM (Sam, Mr. Davidson, generál McNamara, Greg), BF (muž ve spěchu, generál McNamara), CC (vypravěč, kapitán)
- Will Branner: NPMD (Max Jägerman)
- Tyler Brunsman: AVPM (Cedric Diggory, Kornelius Popletal), AVPS (Lucius Malfoy), AVPSY (Cedric Diggory, Minerva McGonagallová), HMB, Starship (Královna)
- Jamie Burns: Firebringer (Chorn)
- Richard Campbell: AVPM a AVPS (Neville Longbottom), MAMD (Rick)
- Britney Coleman: AVPM, AVPS a AVPSY (Bellatrix Lestrangeová, Dean Thomas)
- Brant Cox: AVPSY (Percy Weasley), Starship (Šváb)
- Darren Criss: AVPM, AVPS a AVPSY (Harry Potter, skladatel), Starship (jako skladatel), LWL (Toby)
- Denise Donovan: Starship (Únorka), HMB (Catwoman), AVPSY (ředitelka sirotčince), Twisted (papoušek, Cruella), ANI (Mara Jade), Firebringer (Keeri)
- Corey Dorris: MAMD (Velký Tágo), AVPS (Yaxley, Kingsley Pastorek), Trail to Oregon (děda), TGWDLM (Bill, Stu), BF (Frank Pricely), NPMD (Solomon Lauter, Pokey, Jason)
- Mariah Rose Faith: TGWDLM (Alice, Zoey, Melissa, Greenpeace holka), NPMD (Stephanie Lauter), CC (Putrice Ashmore, Justine Grizzwald)
- Elona Finlay: LWL (Sami)
- Lisa Gabriel: designer
- Eric Kahn Gale: scenárista a režisér (LWL a AVPM), AVPSY (kouzelnický pollicista), ANI (Sebulba, Qui-Gon Jinn, Jabba Hutt)
- Arielle Goldman: MAMD (Pinďa), AVPS, AVPSY (Lily Evansová, Lenka Láskorádová, Hedvika, Fred Weasley)
- Ali Gordon: MAMD (Vanessa)
- Angela Giarattana: BF (Lex Foster), NPMD (Grace Chasity), CC (nevlastní matka)
- Bonnie Gruesen: AVPM a AVPS (Hermiona Grangerová)
- Brian Holden: scenárista (AVPM, AVPS), MAMD (Planda), AVPS (Remus Lupin), Starship (Junior, Veeto), HMB (Superman), ANI (Jar-Jar Binks, admirál Motti), Firebringer (Smradlavý koule)
- AJ Holmes: AVPM (skladatel, pianista, hudební režie), AVPSY (Zlatoslav Lockhart), MAMD (Joeho Srdce, skladatel, pianista), Starship (důstojník z videa)
- Bryce Charles: NPMD (detektiv Shapiro, Brenda), CC (Ella Ashmore)
- Bruce Kiesling: AVPS a Starship (pianista, hudební režie)
- Matt Lang: scenárista, režisér, producent atd.
- Nick Lang: scénář, pomocná režie, AVPM, AVPS a AVPSY (Arthur Weasley, Peter Pettigrew, Matka Umbridgeová, Moudrý klobouk, Šálka, Bazilišek), Starship, HMB (Robin), LWL, ANI (Palpatin, Obi-Wan Kenobi, Bib Fortuna)
- Lauren Lopez: AVPM, AVPS a AVPSY (Draco Malfoy), Starship (Taz, Broučka), HMB (komisař, král Artuš), LWL (Tanya), Twisted (opice, Maleficent), Trail to Oregon (syn), Firebringer (Zazzalil), TGWDLM (Emma), BF (Linda Monroe), NPMD (Ruth Flemming, Blinky, Emma), CC (Rancilda Ashmore, Lucy Grizzwald)
- Corey Lubowich: designer
- Evanna Lynch: AVPSY (Lenka Láskorádová)
- Devin Lytle: AVPM, AVPS a AVPSY (Cho Changová, Charlie Weasley), MAMD (Slečna Pipka)
- Robert Manion: Twisted (Gaston), TGWDLM (Profesor Hidgens), BF (Ethan Green)
- Lily Marks: AVPM, AVPS a AVPSY (Pansy Parkinsonová, Molly Weasleyová), MAMD (Sallyino Srdce)
- Jon Matteson: TGWDLM (Paul), BF (Wiggly, Gary Goldstein), NPMD (Richie Lipschitz, Wiggly, Paul), CC (sir Hop-A-Lot)
- Curt Mega: BF (prezident Howard Goodman), NPMD (Mark Chasity, Tinkey, důstojník Bailey, Kyle), CC (Tadius)
- Alle-Faye Monka: MAMD (Tiffany)

- Joe Moses: AVPM, AVPS a AVPSY (Severus Snape, Skoro Bezhlavý Nick), MAMD (Rickův pták), Starship (Krayonder), ANI (Boba "Bob" Fett, generál Veers)
- Alex Paul: Twisted (kapitán Hook)
- Sarah Petty: designer osvětlení
- Jim Povolo: AVPM a AVPS (Gregory Goyle, Firenze, Rumbleroar, Bill Weasley), Starship (Zlatíčko), HMB, Twisted (velitel vojáků)
- Joey Richter: AVPM, AVPS a AVPSY (Ron Weasley), MAMD (Joey Richter), Starship (Brouk), Trail to Oregon, Firebringer (Grunt), TGWDLM (Ted, bezdomovec), BF (strýček Wiley), NPMD (Peter Spankoffski), CC (Crumb)
- Brian Rosenthal: AVPM, AVPS a AVPSY (Quirrel, Seamus Finnigan, James Potter)
- Dylan Saunders: AVPM, AVPS a AVPSY (Brumbál, dělník), Starship (Troubil Nudle/Megagirl, Klepeťák), HMB, Twisted (Jafar), BF (Tom Houston)
- Rachael Soglin: Twisted (princezna), Trail to Oregon (matka), Firebringer (Emberly)
- Meredith Stepien: LWL, MAMD, Starship (Megagirl), HMB (doktorka), AVPSY (Hermiona), Twisted (Šehrezáda), ANI (Oola), Firebringer (Jemilla)
- Nicholas Joseph Strauss-Matathia: MAMD (Stará Kunda), AVPS (Sirius Black), HMB (policista)
- Sango Tajima: AVPM, AVPS a AVPSY (Levandule Brownová, dcera Quirella a Voldemorta)
- James Tolbert: choreografie (AVPS, Twisted, TGWDLM, BF), BF (Xander Lee), CC (princ)
- Carlos Valdes: skladatel, pomocná režie (AVPM a MAMD)
- Joe Walker: AVPM a AVPSY (Voldemort), AVPS (Umbridgeová), MAMD (Dick), Starship (Up), HMB (Batman), Twisted (princ Achmed), ANI (Moff Jeffrey Tarkin), Firebringer (Ducker)
- Lauren Walker: Firebringer (Molag)
- Kim Whalen: BF (Becky Barnes), NPMD (Karen Chasity, Nibbly, Miss Tesburger, Miss Mulberry, Stacy), CC (Vílí královna sladkých snů)
- Tiffany Williams: Firebringer (Tiblyn)
- Kendall Nicole Yakshe: BF (Hannah Foster, Tim Houston)